# Theatre Royal (Bath)
Das Theatre Royal ist ein Theater in Bath, England. Das Gebäude wurde im Jahr 1805 eröffnet. Es gilt als „eines der wichtigsten verbliebenen Beispiele georgianischer Theaterarchitektur“. Der Zuschauerraum verfügt über 888 Plätze.
Der Bau des Theatre Royal ersetzte das Old Orchard Street Theatre (erbaut 1747–1750), welches daraufhin schloss und zu einer katholischen Kirche umgewidmet wurde. Die Finanzierung erfolgte durch eine Tontine. Der Architekt war George Dance der Jüngere, zusammen mit dem ortsansässigen Architekten John Palmer. Zur Eröffnung wurde eine Aufführung von Shakespeares Richard III. gegeben. Dabei traten viele namhafte Mimen dieser Zeit auf: Dorothea Jordan, William Macready und Edmund Kean. Ein großes Feuer vernichtete 1862 den gesamten Innenraum des Gebäudes, jedoch wurde rasch der Wiederaufbau unter Leitung des Theaterarchitekten Charles J. Phipps durchgeführt. Er war es auch, der den heutigen Eingang konzipierte. Weitere Renovierungen und Umbauten in den Jahren 1892 und 1902 folgten, darunter ein neues Treppenhaus und die Installation elektrischen Lichts. Trotz Vorstellungen mit berühmten Darstellen wie Sarah Bernhardt, Anna Pawlowa und Mrs. Patrick Campbell war das Theater wenig profitabel. Während des Zweiten Weltkriegs traten auch die Stars Donald Wolfit, Irene Vanbrugh, John Gielgud und Sybil Thorndike auf, mit Shows wie Noël Cowards Private Lives und Blyth Spirit, einer Aufführung der Rambert Dance Company und leichter Unterhaltung, wie Charleys Tante, gleichwohl sanken die Zuschauerzahlen.
1979 wurde das Theater von einem Trust gekauft und mit Spendengeldern renoviert. Eine neue Bühne wurde gebaut und ein neues Zugsystem für Kulissen und Licht installiert. 1997 wurde ein neues kleineres Theater mit 150 Sitzplätzen, das Ustinov-Studio, eröffnet. 2005 folgte das Kindertheater The Egg. 2010 gab es weitere Renovierungen des Zuschauerraums des Haupttheaters. Der Komplex beinhaltet auch Bars und Restaurants. Das Theatre Royal ist auch Gastgeber verschiedener jährlicher Veranstaltungen, wie Family Theatre Festival und das Shakespeare Unplugged Festival.

## Geschichte

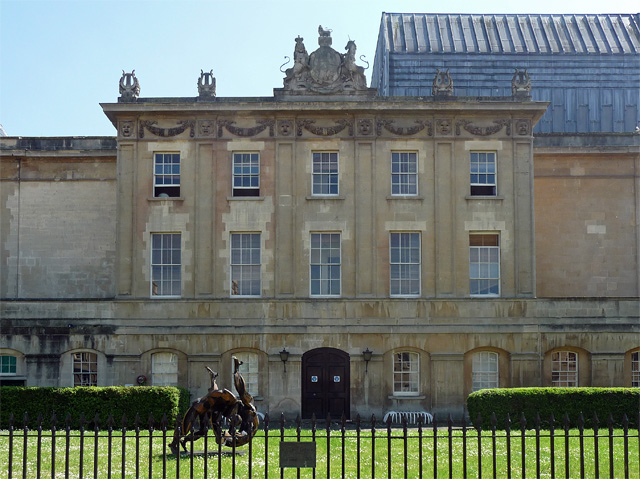
Der ursprüngliche Eingang vom Beauford Square. Das neue Zugsystem von 1980 ist rechts oberhalb der Fassade sichtbar

### Konstruktion
Das Old Orchard Street Theatre, welches durch das Theatre Royal ersetzt wurde, besaß als erstes Theater außerhalb Londons das Royal Patent, welches 1768 verliehen wurde und von dem neuen Theater übernommen wurde. Das alte Theater wurde nach vier Jahren Leerstand zu einer Kirche umgewidmet und beherbergt seit 1866 eine Freimaurerloge. Für das neue Theater wurde seit 1802 ein Standort gesucht, bis man schließlich 1804 einen geeigneten Platz fand. Die Finanzierung erfolgte durch eine Tontine, eine Finanzierung, die 1653 in Frankreich nach dem neapolitanischen Bankier Lorenzo de Tonti benannt wurde. Sie kombinierte die Leistungen einer Leibrente mit einer Lotterie. Jeder Teilnehmer zahlte eine bestimmte Summe in den Fonds ein und bekam anschließend seine Leibrente daraus gezahlt. Sobald der Teilnehmer verstirbt, erhalten die anderen Einzahler seine Anteile, sodass für jeden eine höhere Leibrente ermöglicht wurde. Beim Tod des letzten Teilnehmers wurde der Fonds aufgelöst. Die Anteilscheine im Werte von £200 waren rasch ausverkauft. Auch der Kronprinz, der spätere George IV., und sein Bruder Prinz Friedrich August waren unter den Zeichnern der Papiere. Ein ähnliches Verfahren wurde bereits zuvor genutzt, um den Bau der Bath Assembly Rooms (Versammlungssaal) zu finanzieren.
Das Äußere des Gebäudes mit Bögen, Pilastern, Girlanden und Ornamenten, wie es vom Beauford Square sichtbar war, wurde von George Dance dem Jüngeren gestaltet, der auch Teile der Inneneinrichtung entwarf. Die Strukturen des Hauses wurden von dem ortsansässigen Architekten John Palmer konstruiert. Die Decke wurde mit Täfelungen eines alten Gebäudes nahe der Fonthill Abbey versehen und durch den italienischen Maler Andrea Casali künstlerisch gestaltet. Gestiftet wurden die Arbeiten von dem Politiker Paul Cobb Methuen (MP). Als 1827 eine Gasbeleuchtung eingebaut werden sollte, befürchtete man Schäden an den Kunstwerken und brachte sie in das Landhaus Dyrham Park in (South Gloucestershire).
Die Eröffnung erfolgte am 12. Oktober 1805 mit einer Produktion von Shakespeares Richard III. Da aber keine bekannten Schauspieler und Zugpferde eingesetzt wurden, war der Vorstellung kein großer Erfolg beschieden. Dennoch erwarb sich das Theater unter Leitung William Wyatt Dimonds  über die Jahre einen guten Ruf. Die Aufführungen jener Zeit zeigten Kinderstars wie Master Betty und Clara Fisher oder gestandene Londoner Schauspieler wie Dorothea Jordan, William Macready und Edmund Kean. Neben Shakespeare- und anderen ernsten Dramen wurden auch Stücke der Oper und Komödie produziert. Joseph Grimaldi spielte im November 1815 den Clown in der englischen Pantomime Mother Goose.

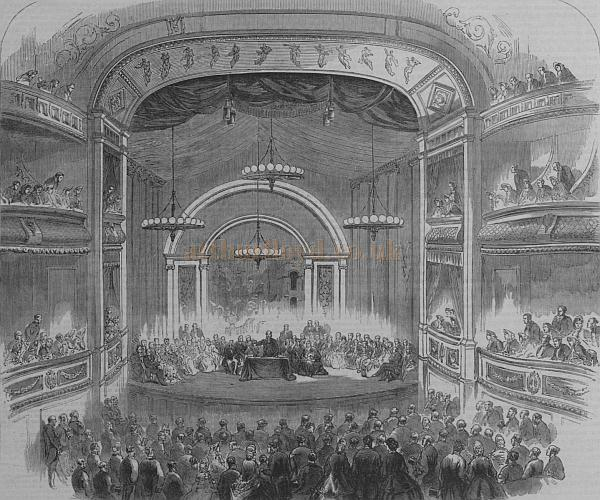
Der Zuschauerraum während einer Zusammenkunft der British Association. Erstveröffentlicht in der Illustrated London News

Zwischen den 1810er und 1850er Jahren gab es einen Wechsel bei Eigentümer und Management des Theaters. Dies fiel zusammen mit dem Wiedererstarken der Puritaner und einem Bedeutungsverlust Baths. Sinkende Einnahmen trafen auf höhere Gagenforderungen der Londoner Schauspieler. Das mündete darin, dass das Theater in eine finanzielle Schieflage und Phase des Abschwungs geriet. Es besserte sich erst, als der Schwiegersohn der Besitzerin Frau Macready, James Henry Chute, die Geschäfte übernahm. Er leitete bis dahin die Bath Assembly Rooms.

### Feuer und Wiederaufbau
Am 18. April 1862 vernichtete ein Großfeuer die gesamte Inneneinrichtung zusammen mit der Bühne, Kulissen, Garderobe und der Bücherei. Lediglich die Außenwände blieben erhalten. Eine neue Gesellschaft gründete sich, um das Theater wieder aufzubauen. Es wurde ein Wettbewerb um die besten Entwürfe ausgeschrieben. Hieraus ging Charles John Phipps als Gewinner hervor und der Wiederaufbau erfolgte alsbald. Hierbei wurde auch ein neuer Eingang an der Straße Sawclose umgesetzt. Es wurde hier ein Portal eingearbeitet, welches zuvor in einem Haus des Bather Lebemanns Beau Nash verbaut war und dereinst von Thomas Greenaway entworfen wurde. Nikolaus Pevsner kritisierte die Vertiefungen der Fensterrahmen, Friese und Voluten der Türbögen als „charakteristisch übertrieben“ und nahm Bezug auf John Wood der Ältere und seine Betrachtung „üppiger Verzierung“, welche eher typisch für einen Maurer als für einen Architekten sei. Chute blieb weiterhin der Theaterleiter und engagierte für die Eröffnungsveranstaltung am 3. März 1863 Charles Kean und Ellen Terry für das Stück A Midsummer Night's Dream
Anfangs kämpfte das wiedereröffnete Theater, trotz Auftritten von Stars wie Henry Irving, darum rentabel zu werden. 1885 übernahm William Lewis die Pacht und 1892 folgte sein Sohn Egbert. Sie restaurierten das Theater 1892 neu und zogen nun mit ihren Melodramen und Komödien ein zusätzliches Publikum an und führten zusätzlich auch Opern und andere Publikumsmagnete auf.

### 20. Jahrhundert
1902 schloss das Theater, um umfangreiche bauliche Veränderungen durchzuführen. Dies geschah vor dem Hintergrund der Regularien der Royal Charter. Die Arbeiten beinhalteten ein neues Treppenhaus, die Installation elektrischer Beleuchtung, ein neuer Eiserner Vorhang und Heizkörper im gesamten Zuschauerraum. 1905, im 100. Jahr seit der Eröffnung, wurden von einem Ensemble um Frank Benson verschiedene Stücke Shakespeares aufgeführt.
1914 übernahm der Impresario Arthur Carlton aus Worcester die Geschäfte. Da er zu der Zeit für 14 Theater verantwortlich war, delegierte er die Aufgaben vor Ort an Mrs D. Valantine Munro. Während des Ersten Weltkriegs wurde das Theater weiter bespielt. 1916 stellte Sarah Bernhardt einen verwundeten französischen Soldaten in Du Théâtre au Champ d'Honneur dar. In den 1920er Jahren gab es Darbietungen der russischen Ballerina Anna Pawlowna Pawlowa und Mrs. Patrick Campbell. Während der Weltwirtschaftskrise der 1930er war das Theater naturgemäß wenig profitabel und schloss für sechs Monate. 1938 wurde das Haus von Reg Maddox übernommen. Die Zeit des Zweiten Weltkriegs setzte dem Theater jedoch nicht sonderlich zu. Stars auf der Bühne waren u. a. Donald Wolfit, Irene Vanbrugh, John Gielgud and Sybil Thorndike. In den Nachkriegsjahren nahmen neue Medien, wie das Kino und das Fernsehen, dem Theater die Zuschauer.
Zu Ende der 1960er wurden erfolglos Vorschläge für eine Stiftung zur Leitung des Theaters eingebracht. In den 1970er Jahren wurden Anteile der Eigentümergesellschaft vom Immobilienentwickler Charles Ware gekauft, der sie an Charles Clarke, einem Anwalt aus Bristol weiter veräußerte. Clarke war für die Renovierung des Gebäudes verantwortlich, aber da die Gewinne noch gering ausfielen, verkaufte er es 1976 an Louis I. Michaels, dem Leiter des Theatre Royal Haymarket in London.
Im März 1979 wurde das heruntergekommene Theater für £155,000 von einem Trust unter Leitung des Ingenieurs und Kunstförderers Jeremy Fry gekauft. Im darauffolgenden Jahr wurde ein Spendenaufruf gestartet, um die Renovierung und eine Modernisierung der Bühnentechnik zu ermöglichen. Es sollten neue Traversen zur Lichtbefestigung und ein höheres Zugsystem eingebaut werden, damit auch größere tourende Veranstalter, wie das Royal National Theatre die Bühne anmieten konnten. Die veranschlagten Gesamtkosten betrugen 3,5 Mio. GBP, von denen 1,8 Mio. GBP für die Wiedereröffnung des Theaters als wesentlich angesehen wurden. Es gab Geld- und Sachspenden aus dem städtischen Haushalt, dem Arts Council England, dem Bath Preservation Trust, dem Leche Trust, dem Historic buildings council, dem Manifold Trust, dem South-West Stonecleaning und der Restoration Company und vielen Einzelspendern. Da jedoch nicht der gesamte Betrag rein über diese Spenden finanziert werden konnte, mussten Kredite bei den Finanzieren Bristol & West und Lombard North Central aufgenommen werden. Das Theater konnte dann am 30. November 1982 wiedereröffnet werden. Die Eröffnungsvorstellung war A Midsummer Night's Dream, mit dem Ensemble des National Theatre unter der Leitung von Paul Scofield. Der Eröffnung wohnte Princess Margare bei.

### Renovierung 2010

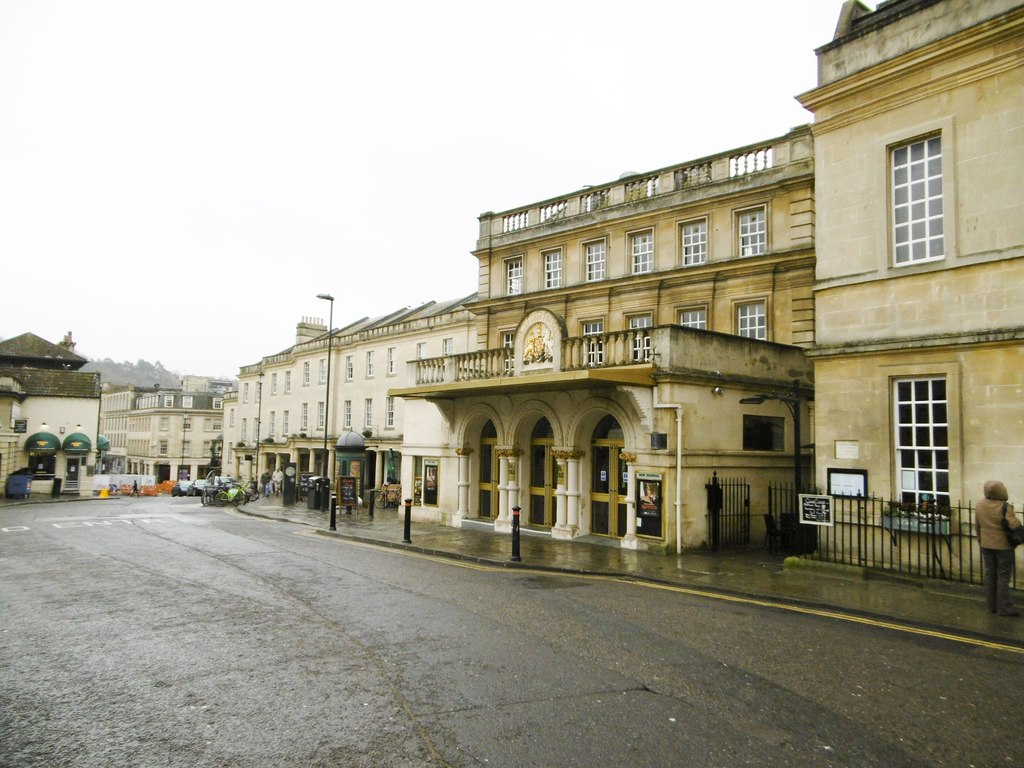
Das Theater 2015

Im Oktober 2009 wurde der '2010 Refurbishment Appeal' (Appell zur Renovierung) von der königlichen Schutzfrau des Theaters, Camilla, Duchess of Cornwall, verkündet. Es sollte Geld zur Erhaltung und Renovierung des 200 Jahre alten Gebäudes gesammelt werden. Dabei sollte es auch die Ansprüche des modernen Publikums des 21. Jahrhunderts erfüllen.
Die drei Millionen Pfund teure Neugestaltung zeitigte ein größeres Foyer, verbesserte Aufzüge, behindertengerechte Zugänge zu dem Parkett und den oberen Rängen, vollständige Erneuerung der Bars und die Einrichtung der Jeremy Fry Bar im Keller des direkt benachbarten The Garrick's Head pub, sowie die Neugestaltung des Zuschauerraums. Technische Verbesserungen finden sich bei der Bühne des Haupthauses, Neuverkabelung und Beleuchtungssystemen im gesamten Gebäude, Brandmeldern und Klimaanlagen. Hier stand auch der Wunsch nach einer besseren Energieeffizienz und Senkung des ökologischen Fußabdrucks um 30 %. Es wurden Architekten den Fielden Clegg Bradley Studios beauftragt und die Baufirma Midas Group übernahm die Bauarbeiten im Auftragsvolumen von zwei Millionen Pfund.
Die Bauarbeiten lagen alle im Zeitplan und so konnte am 8. September 2010 das Theater wieder eröffnet werden. Die Eröffnungsfeier wurde mit dem eigens produzierten Stück The Rivals von Richard Brinsley Sheridan eingeleitet, welches im alten Bath spielt. 2011 erhielt das Theater den Architekturpreis British Construction Industry Award Conservation Award.
Das Theater soll von Gespenstern heimgesucht werden. Darunter die Grey Lady, welche eine Schauspielerin aus einem lange vergangenen Jahrhundert sein soll. Sie wurde gesehen, wie sie Theaterproduktionen aus der Grey Lady-Loge heraus beobachtete. Wenn sie verschwindet, läge stets ein Jasminduft in der Luft.

## Architektur und Besonderheiten

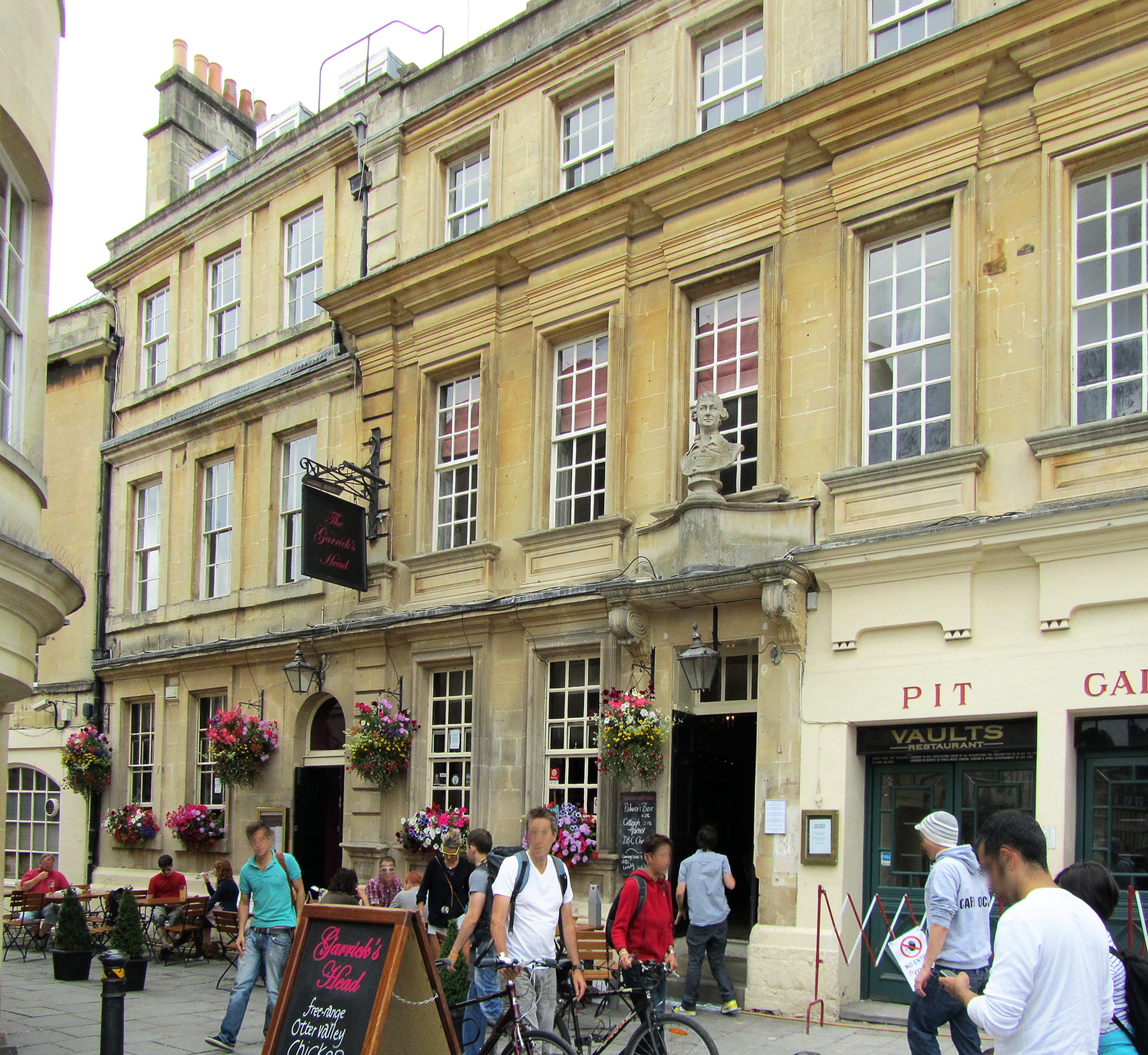
The Garrick's Head on St John’s Close

Das Theater, zusammen mit dem benachbarten Garrick's Head Pub gehört zur Gruppe der Grade II-Gebäude und wird als erstklassiges Zeugnis der Georgianischen Architektur gesehen. Der älteste Teil des Gebäudes ist das Garrick's Head on St John’s Close, ein ehemaliger Pub. Das dreigeschossige Gebäude mit Keller (heute eine Bar), verfügt über ein Walmdach und hat einen teilweise balustrierten Umlauf.
Über der Türe befindet sich eine Büste von David Garrick, gefertigt 1831 von Lucius Gahagan. Die am Beauford Square gelegene Seite des Gebäudes, entworfen von George Dance dem Jüngeren, hat fünf Jochs und wird von einem Fries, der mit komischen und tragischen Musen geschmückt ist, überkront.  Die zentrale Tür war dereinst der Haupteingang für den Pit und die Galerien. Am heutigen Haupteingang an der Ostseite, der auf die Straße Sawclose führt, wurde durch einen Rundbogen vier der ursprünglichen Jochs ersetzt. Das Auditorium mit 900 Plätzen hat Ebenen aus kunstvollem Gips mit roter und vergoldeter Dekoration und einer Decke mit Trompe-l’œil und einem glitzernden Kronleuchter. Es verfügt über drei Galerien in einer Hufeisenanordnung, die von gusseisernen Pfeilern getragen werden.
Im Theater gibt es Restaurants, in welchen vor und nach den Aufführungen gegessen werden kann. Daneben gibt es Räume, die für Veranstaltungen angemietet werden können, darunter auch standesamtliche Trauungen und Hochzeitsfeste.
2017 wurde der Sawclose-Bereich zwischen dem heutigen Theatre Royal und der ehemaligen Bluecoat School (heute ein Appartementhaus) in eine Fußgängerzone, bzw. verkehrsberuhigte Zone  umgewandelt.

### Das Ustinov Studio

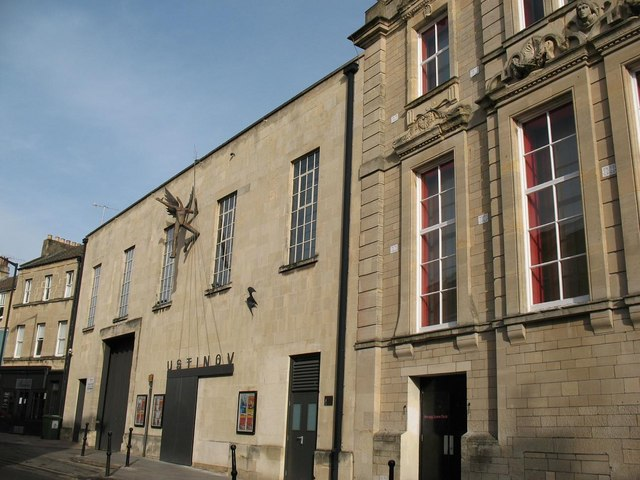
Die Front des Ustinov Studio

1997 wurde an den rückwärtigen Bereich des Theatre Royal eine Studiobühne angebaut (an der Monmouth Street), benannt nach dem Schauspieler Peter Ustinov. An der Front des Gebäudes befindet sich eine Bronzefigur seines Sohnes Igor Ustinov. Sie trägt den Namen Hopefully (hoffnungsvoll). Ursprünglich war das Theater mit seinen 150 Sitzplätzen als Raum für junges Theater und kleine tourende Produktionen gedacht, aber es erweiterte sein Angebot schnell zu klassischen Konzerten, Stand-up-Comedy (mit Stars wie Bill Bailey, Stewart Lee oder Lucy Porter) und eigenen kleinen Produktionen. Um den technischen Erfordernissen dieser Produktionen gerecht zu werden, wurde das gesamte Jahr 2007 darauf verwendet die Backstagebereiche und technischen Einrichtungen, das Foyer, die Bar und den Zuschauerraum aufzuwerten. Das Ustinov Studio eröffnete dann wieder im Februar 2008 mit der Eigenproduktion Breakfast With Mugabe mit dem Schauspieler Joseph Marcell u. a.
2015 wurde das Studiotheater von Laurence Boswell geleitet. 2012 gab es eine American Season im Ustinov Studio. Sarah Ruhls In the Next Room (or The Vibrator Play) war der Gewinner des UK Theatre Awards 2012 (Bestes neues Stück) und wurde für drei Tony Awards nominiert. The Ustinov Studio was also nominated for the prestigious Empty Space … Peter Brook Award 2012. Dominic Cavendish vom The Daily Telegraph lobte den Veranstaltungsort bei der Preisverleihung als „ständig sprudelnde Quelle der Wunder“. Das Ustinov erhielt auch die zweite Nominierung in Folge für die 2013er Awards.
Im Herbst 2013 präsentierte das Ustinov Studio The Spanish Golden Age Season mit drei neuen Übersetzungen selten gespielter Werke. Diese enthielt die Tragödie Punishment without Revenge und die romantischen Komödien Don Gil of the Green Breeches und A Lady of Little Sense (La dama boba), welche zwischen September und Dezember 2013 mit dem gleichen zehn Schauspielern aufgeführt wurden. Später wurde dies im Londoner Westend Theater Arcola Theatre wiederholt.
Im Sommer 2014 präsentierte das Ustinov die neue Komödie Bad Jews, und im November des gleichen Jahres eine schwarze Komödie von Florian Zeller namens 'The Father' mit Kenneth Cranham in der Hauptrolle. Beide Stücke errangen in den folgenden zwei Jahren großen nationalen und internationalen Erfolg. Kenneth Cranham gewann den Olivier Award als bester Schauspieler 2016.

### The Egg

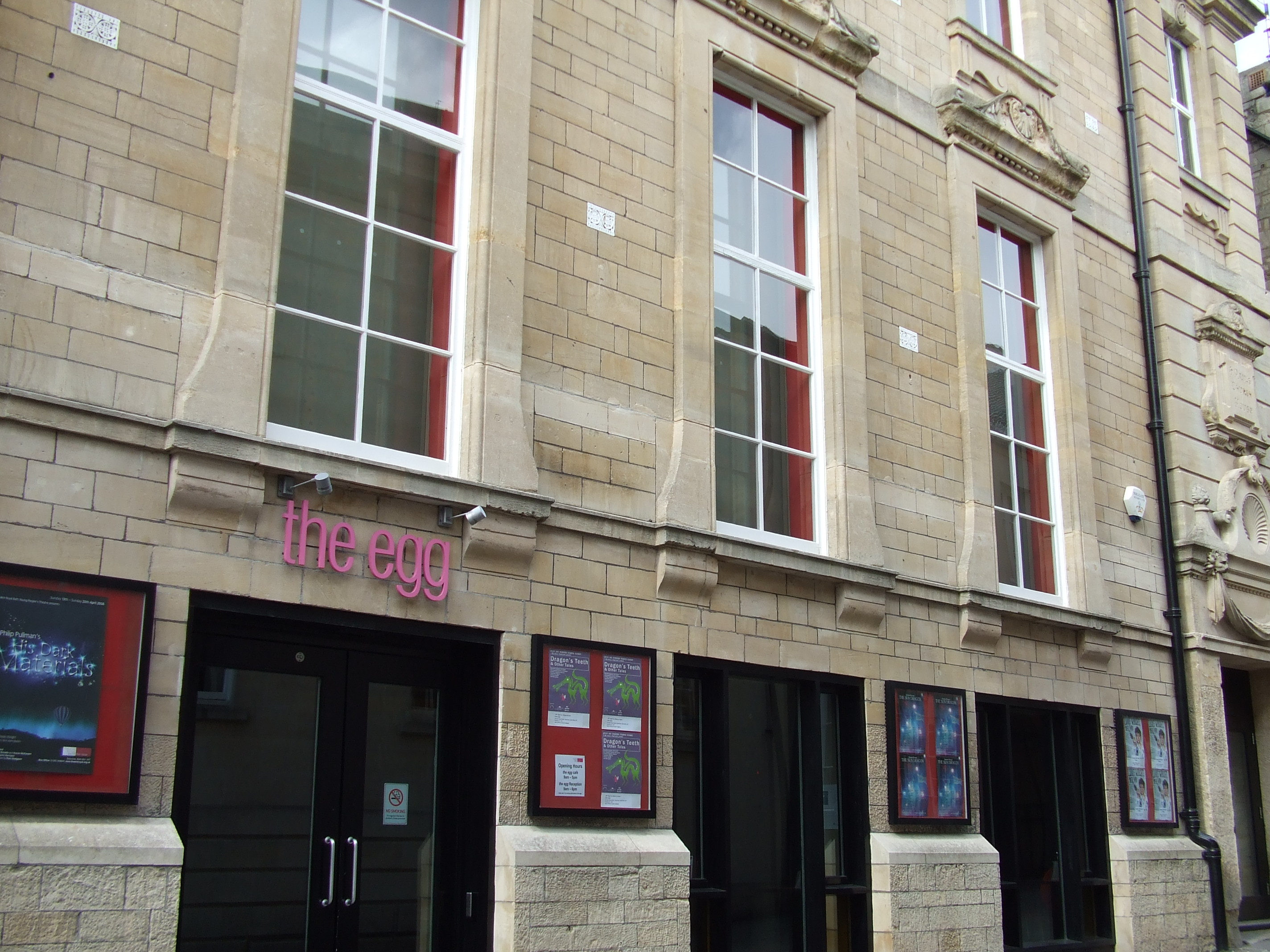
Die Vordertüren des Egg

2005 wurde ein weiteres neues Theater hinter dem Theatre Royal eröffnet. The Egg, welches professionelle Theaterproduktionen für Kinder und ihre Familien zeigt, begleitet durch Workshops und jugendliche Theaterproduktionen. Es beinhaltet ein Café, welches auch für Familienveranstaltungen oder Kinderkunstevents genutzt wird.

## Performances
Neben den wöchentlichen Tourneegastspielen, die den größten Teil des Programms ausmachen, finden im Theatre Royal mehrere jährliche Veranstaltungen statt, darunter das Family Theatre Festival und das Shakespeare Unplugged Festival. Die Theaterspielreihe des Regisseurs Peter Hall wurde von 2003 bis 2011 im Theatre Royal abgehalten. Viele Theaterproduktionen begannen am Theatre Royal, bevor sie offiziell in London vorgestellt wurden.